# アレクサンドリアでの聖マルコの説教
『アレクサンドリアでの聖マルコの説教』（アレクサンドリアでのせいマルコのせっきょう、伊: Predica di san Marco ad Alessandria d'Egitto、英: St. Mark Preaching in Alexandria）は、ジェンティーレとジョヴァンニ・ベッリーニによる油彩画で、1504年から1507年に制作された。作品はミラノのブレラ美術館に所蔵されている。

## 歴史
作品は、ヴェネツィアのスクオーラ・グランデ・ディ・サン・マルコ（聖マルコ大信心会館）のために意図された巨大なカンヴァス（帆布）画である。表面積は26㎡で、豊富な物語的、象徴的要素に満ちている。聖マルコの生涯を描いた絵画の連作は、約60年後にジョルジョーネとティントレットによって制作され、現在はブレラ美術館とアカデミア美術館 (ヴェネツィア) に収蔵されている。
本作は1504年7月にジェンティーレによって着手されたが、1507年2月にジェンティーレが亡くなった時、「大部分が完成」していた。そして、ジェンティーレの遺書に記されていたように、作品は弟のジョバンニに渡され、ジョヴァンニはいくつかの修正を加えて、作品を完成させた。作品を完成させる依頼は、おそらく死ぬ直前の兄ジェンティーレからのものであり、ジョヴァンニはおそらく乗り気ではなかった。そして、このことは、ジョヴァンニが作品を完成させれば、ジェンティーレの貴重な素描の収集をジョヴァンニに譲渡するという条項が遺書に加えられたことを説明しうるのである。1507年3月7日に、スクオーラによって作品の依頼がジョヴァンニに継続されたことが確認された。
場面は、ジェンティーレが1479年から1480年にコンスタンティノープルに旅行したときに研究する機会があった、現実の生活から写し取られた異国趣味的な要素が豊富である。オスマン建築ではなく、マムルーク建築の装飾的要素は、ジェンティーレがエルサレムも訪れた可能性があることを示唆している。本作は、古代とジェンティーレとの時代の2つの異なる時間と、アレクサンドリア、ヴェネツィア、そして背景の山岳風景の3つの異なる場所を組み合わせたものである 。巨大な建築物によって三方を閉じられた、広い舞台に構想された巨大な「歴史物語」の構図は、明らかにジェンティーレによるものである。東方世界（ヴェネツィア共和国は、任意使節団の一人として1479年に画家を派遣した）での旅行中に画家に提案された建築物の様式は、マムルーク建築と非常に似ており、画家がコンスタンティノープルから引き続きエルサレムにまで行った可能性があるという仮説を促すものである。その地で、画家はオスマン建築の様式とはまるで異なる、新しい建築物を記録したのである。オスマン建築の様式は、ヴェネツィア人にとって、より自然なものであった。
どの部分が兄弟のどちらによって制作されたかは不明である。ヴァザーリは、1550年版の『画家・彫刻家・建築家列伝』でジェンティーレについてのみ言及し、1568年版ではその言及部分を削除した。現代の見解は、ジェンティーレが、修正された部分を除く背景と、おそらく右側の人物群を描いたというものである。ジョヴァンニには、左側の人物の肖像と中央の人物群の一部が確実に帰属される。
『アレクサンドリアでの聖マルコ説教』は、おそらくヴェネツィア最大の重要な広場であるカンポ・サン・ジョヴァンニ・エ・ポーロにある、ヴェネツィアのスクオーラ・グランデ・ディ・サン・マルコ（聖マルコ大同心会館）の集会所のために依頼された。15世紀も終わりに近い、1485年3月31日、古い同心会館に大規模な火災が発生した後、同心会館は再建された。最も栄誉ある絵画が含まれていた部屋は、ヴェネツィアの守護聖人である聖マルコの物語を表した会議室であった。スクオーラ・グランデ・ディ・サン・マルコは、この絵画を作成するために最も価値のある画家ジェンティーレ・ベッリーニに白羽の矢を立てたのであった。
カンヴァスの画面は知られていない時期に縮小され、建物の上部に沿った部分が切除された。作品は、ナポレオンの侵攻の後、1809年にブレラ美術館に送られた。

## 概要
大規模な本作は、都市の中心にある巨大な舞台を描いており、その舗装は大きな正方形の赤レンガの石でできているように見える。舞台の背後には、3つの高く、青いドームを持つ寺院、ミナレットのような塔、大きな正方形の明るい色の家がある。側面の建物は、明るい赤色のファサードと屋上のポーチで装飾されている。舞台の前には、この広場に集まった約100人の、コントラストをなす服装の人々がいる。男性はカフタン、フロックコート、マント、ターバン、巨大な帽子を被っており、女性は頭から足首までの長さのヴェールを身に着けている。作品の異なる部分を誰に帰属させるかは、まだ研究者間の議論の的となっている。いずれにせよ、最も一般的な見解によると、構成の最重要の部分への意味づけは、ジェンティーレに帰属されている。そうした部分では、ヴェネツィアの工学的構成要素が、画家の推測による、紛れもなく地中海的、東方的構造に重ね合わされている。
描かれた都市景観に反映されている、並置され、かつ区別された数々の建物の構造により、絵画の背景は影が薄い。いずれにせよ、さまざまな建物はすべて、東地中海地域のさまざまな建築の種類を示唆しているように見える。含蓄された意味のほんの一部の例を示すと、広場の焦点となっている巨大な建築があり、それはいくらか東方の聖地のように見える。丸い曲線の構造、大理石の陰影のあるファサードの装飾、光沢のある丸天井の覆いは、初期のビザンチン帝国の聖地の主要な特徴の一部に倣っている。

## 主題

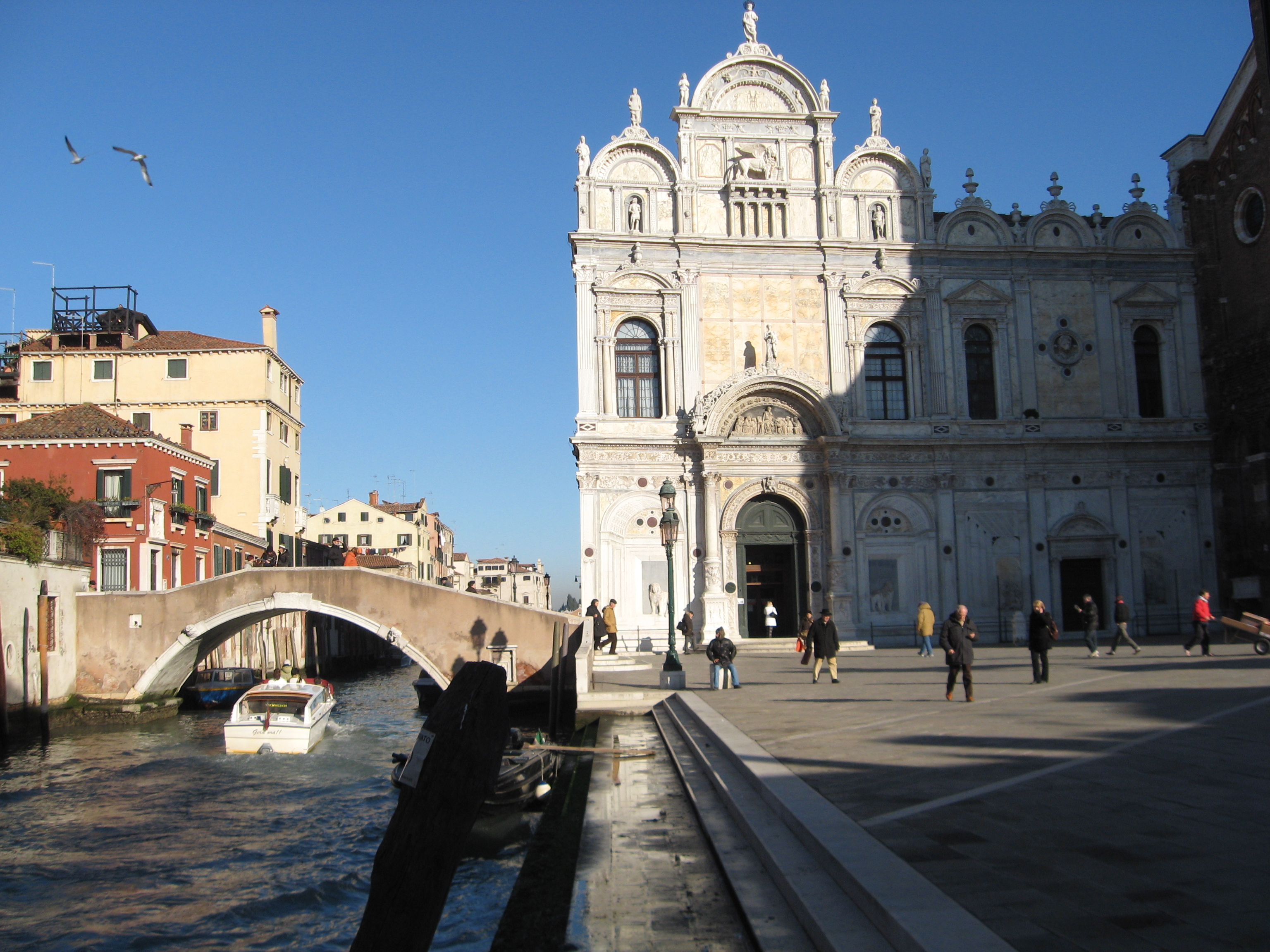
スクオーラ・グランデ・ディ・サン・マルコ、ヴェネツィア

本作は、1世紀にアレクサンドリアに住んでいた聖マルコを描いている。聖マルコはイスラム教徒と、画家の仲間やジェンティーレ自身を含むヴェネツィアからの訪問者に説教している。背後の建物は、ヴェネツィアのサン・マルコ寺院に似ているが、装飾や彫像が欠けている。『アレクサンドリアでの聖マルコの説教』は、歴史上の2つの特定の時間と、アレクサンドリア、ヴェネツィア、そして山々の3つの場所を表している。多くのヴェネツィア人はアレクサンドリアがどのような景観だったかを理解していなかったので、誰もが建物をサン・マルコ寺院として認識していたであろう。聖マルコの真上のオベリスクの象形文字は、古代エジプト人がキリスト教を予見したことを象徴している。当時のヴェネツィア人とマムルークのエジプト人を含めることによって、ジェンティーレは実際に当時の情勢に言及し、これらのイスラム教徒をキリスト教に再改宗させる希望を表明している。そして、聖マルコを規範として、アレクサンドリアを再改宗させることへの期待を明らかにしているのである。ジェンティーレは、ヴェネツィアでもアレクサンドリアでもなく、両都市の特徴を併せ持つ空想的な都市を描き、ヴェネツィア人とイスラム教徒が混ざり合う、代替の歴史として作品を提示した。

## 帰属

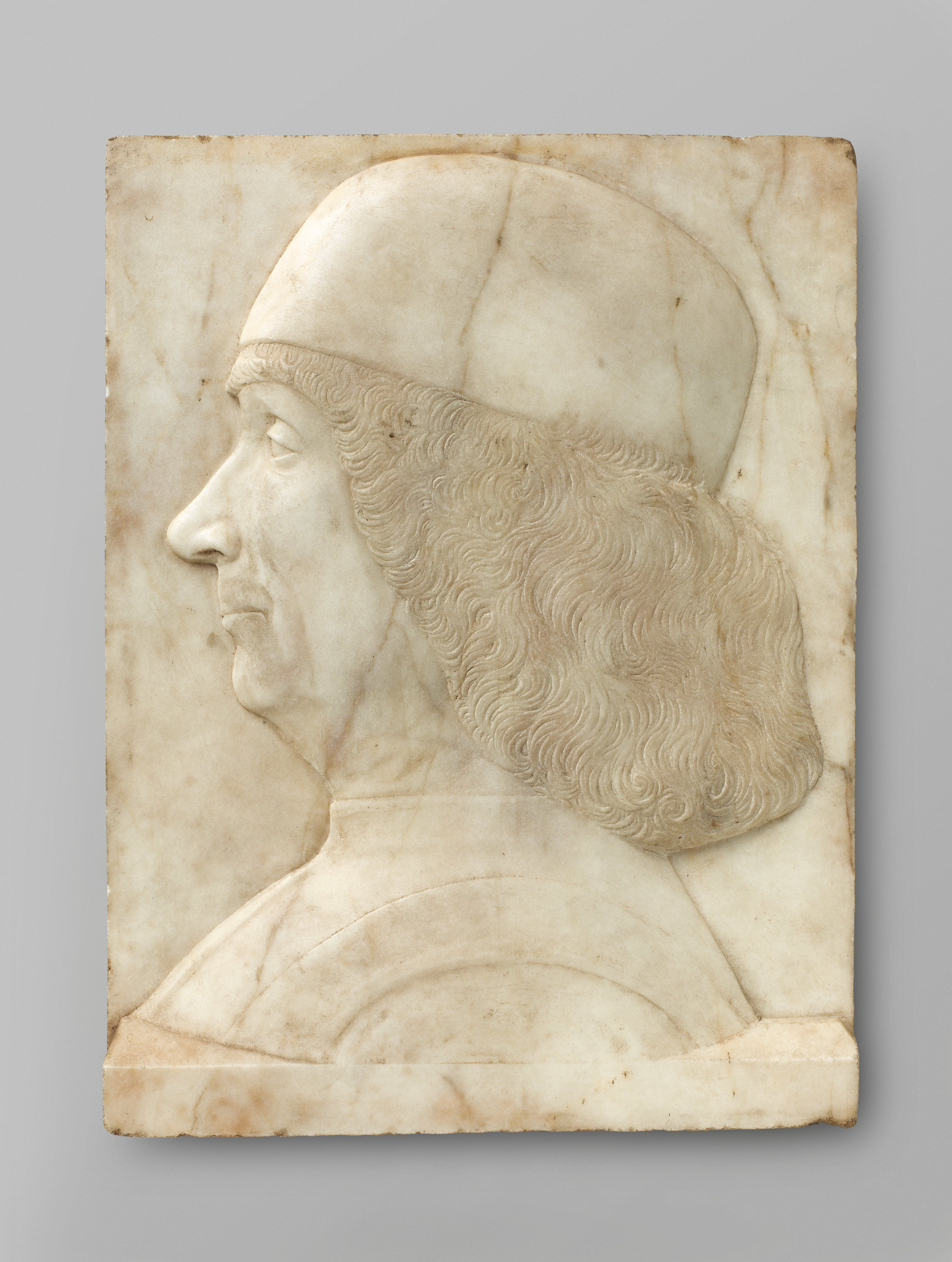
ジェンティーレ・ベッリーニ（1429-1507）

### ジェンティーレ・ベッリーニ
ジェンティーレ・ベッリーニ（1429-1507）はヴェネツィアで生まれ、当時は非常によく知られていた。裕福な芸術家、ヤコボ・ベッリーニの息子であり、ジョヴァンニ・ベッリーニの兄であった。ジェンティーレは才能はあるものの、気難しい画家であり、ベリーニ家の工房を経営していたが、より熟練し、想像力豊かな弟のジョヴァンニの陰に隠れることになった。ジェンティーレは、公共の建物の表現と構成で特に知られているヴェネツィアの画家であり、油彩とカンヴァスの使用を始めた最初の1人であった。 15世紀のヴェネツィアの画家たちは、絵画に物語を取り入れ、細部に注意を払って描いた。絵画の主題はたいてい見えないか、脇に押しやれるか、いずれにせよ部分としてしか明らかにされなかった。

### ジョヴァンニ・ベッリーニ

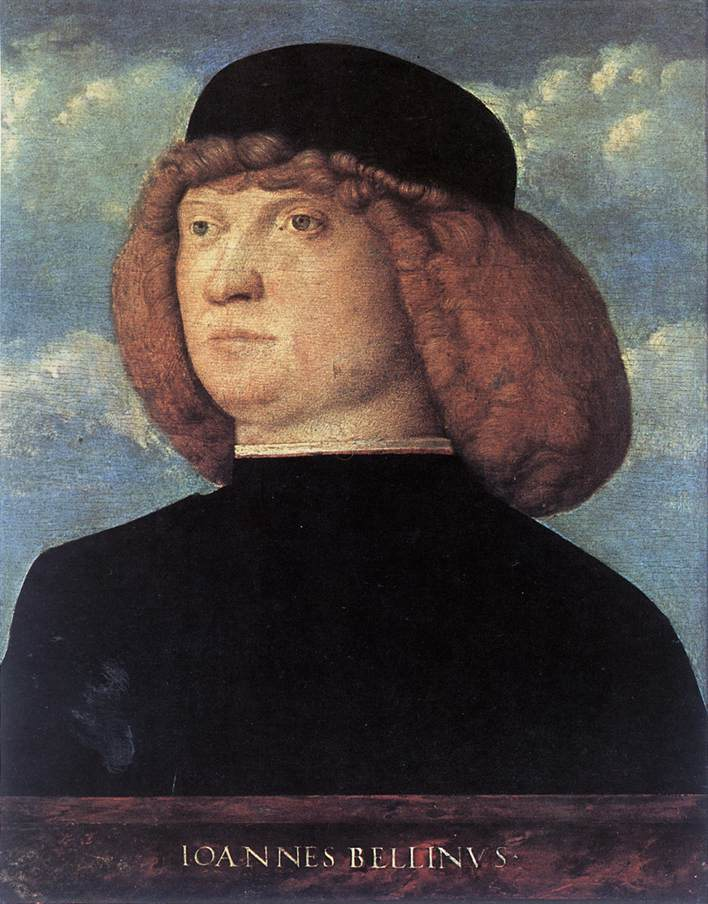
ジョヴァンニ・ベッリーニ（1431 / 36-1516）

ジョヴァンニ・ベッリーニ（1431 / 36-1516）はヴェネツィアで、重要な芸術一家に生まれた。ジョヴァンニは父親の工房で働いていたとき、個人事業主のための中小規模の敬虔な依頼作品に集中することによって自身の可能性を示した。最初、兄のジェンティーレとつながり、死ぬまで一緒に働いた。 1479年以降は定期的に総督の宮殿で働き、ヴェネツィアの歴史の場面を描く責務を負った。 1507年に兄が亡くなった後、描き始められていた『アレクサンドリアでの聖マルコの説教』を仕上げた。